# Emeis
Emeis är den cypriotiska artisten Anna Vissis album som kom ut år 1992.

## Låtlista
1. Emeis (Duett med Nikos Karvelas)
2. De Thelo Na Xeris
3. Ne
4. Tha Ekana Otidipote
5. Ellada
6. Mesa Sou
7. Mouri
8. Fteo
9. Axize
10. Girna Moro Mou